# Långsjön (Idenors socken, Hälsingland)
Långsjön är en sjö i Hudiksvalls kommun i Hälsingland och ingår i Harmångersån-Delångersåns kustområde. Sjön har en area på 0,27 kvadratkilometer och ligger 21,1 meter över havet.

## Delavrinningsområde
Långsjön ingår i det delavrinningsområde (684216-157260) som SMHI kallar för Mynnar i havet. Medelhöjden är 26 meter över havet och ytan är 6,44 kvadratkilometer. Det finns ett avrinningsområde uppströms, och räknas det in blir den ackumulerade arean 6,53 kvadratkilometer. Avrinningsområdets utflöde mynnar i havet. Avrinningsområdet består mestadels av skog (72 procent). Avrinningsområdet har 0,27 kvadratkilometer vattenytor vilket ger det en sjöprocent på 4,2 procent.